# Ignati György
Ignati György (Svábfalva, 1690 körül – Cekeháza, 1752.) ágostai evangélikus lelkész.

## Élete
Ignati Gergely és Gajan Mária fia, svábóci (Szepes megye) származású. Késmárkon és Rozsnyón tanult, azután Lőcsén és Eperjesen folytatta iskoláit; itten Kalisius Fülöp Henrik báró nevelőnek fogadta Keresztély fia mellé, kivel együtt Tübingenbe küldötte egyetemre, ahol mesteri fokot is nyert 1717-ben. Visszatérvén hazájába Eperjesen konrektor lett; négy év mulva pedig rektorrá léptették elő. 1730. május 25-én a héthársi község lelkészének ordinálták 1741-ben Girálton (Sáros megye) volt lelkész; innét pedig Cekeházára (Zemplén megye) ment szintén lelkészi hivatalba, ahol meghalt.

## Művei
- Dissertatio academica de fidelibus confessoribus, juxta Rom. X, 10. quam... eruditorum judicio & examini sistet... Tubingae, 1717.